# Kościół św. Michała Archanioła w Cigacicach

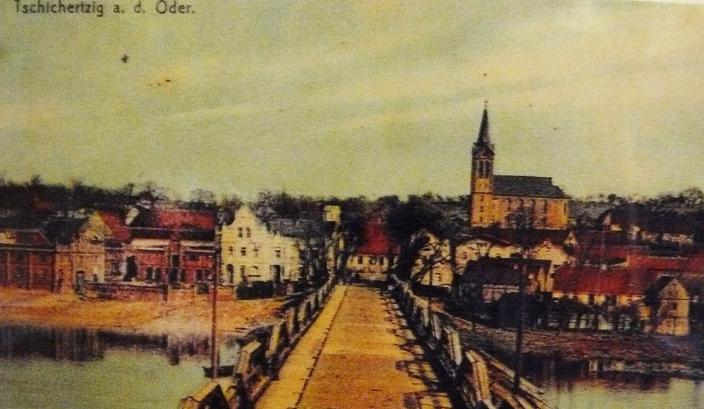
Kościół św. Michała Archanioła w Cigacicach w latach 20. XX w. - widok od strony Odry

Kościół pw. św. Michała Archanioła w Cigacicach – zabytkowa neogotycka świątynia katolicka. Kościół parafialny należący do parafia pw. św. Michała Archanioła w Cigacicach, dekanatu Sulechów, diecezji zielonogórsko-gorzowskiej, metropolii szczecińsko-kamieńskiej, zlokalizowany w Cigacicach, w gminie Sulechów, w powiecie zielonogórskim, w województwie lubuskim, mieszczący się na malowniczej skarpie nad Odrą.

## Historia
Pierwszy, drewniany kościół parafialny św. Michała Archanioła w Cigacicach zbudowano średniowieczu. W XVI wieku użytkowali go protestanci. Neogotycki ceglany budynek w obecnej formie zbudowano w drugiej połowie XIX wieku. Jest to kościół z jedną nawą, wieżą i absydą. 